# Bicentennial Nigger
Bicentennial Nigger è un album dal vivo dell'attore statunitense Richard Pryor, pubblicato nel 1976 dalla Reprise Records.

## Descrizione
L'album viene spesso indicato come una delle registrazioni più influenti di Pryor. La ristampa in formato CD è stata pubblicata il 20 giugno 1989. Nel 1977 il disco vinse il Grammy Award for Best Comedy Album.
L'album venne registrato nel luglio 1976 al Roxy Theatre di West Hollywood, ad eccezione della title track, registrata al The Comedy Store di Hollywood nel febbraio 1976.

## Tracce
1. Hillbilly – 2:15
2. Black and White Women – 4:06
3. Our Gang – 2:48
4. Bicentennial Prayer – 6:42
5. Black Hollywood – 5:25
6. Mudbone Goes to Hollywood – 10:11
7. Chinese Restaurant – 1:18
8. Acid – 4:55
9. Bicentennial Nigger – 2:25